# Titre de transport dématérialisé
Le titre de transport dématérialisé ou m-Ticket est un service permettant aux usagers d'acheter et de gérer leurs titres de transport depuis leur smartphone via une application mobile téléchargeable sur les stores (iOS, Android).
Certaines applications permettent le compostage de billets, notamment dans le cas des transports en commun.

## Principe
Le m-Ticket permet d'acheter un billet et/ou un abonnement directement sur son smartphone.
Le smartphone devient un porte-monnaie transport que l’on pourra recharger selon ses besoins, et composter son titre dématérialisé via un code-barres à deux dimension sécurisé, de type QR Code par exemple.
Ces code-barres 2D permettent de contenir jusqu'à plus de 4 000 caractères contrairement aux code-barres classiques, contenant 8 à 13 caractères.
Le titre de transport dématérialisé offre de multiples possibilités. Il permet aux usagers de commander, payer, composter et valider leurs titres en utilisant leurs Smartphones. 

## Fonctionnement
Contrairement aux tickets électroniques, les E-ticket, les titres de transports dématérialisés n'ont pas besoin d'être imprimés. En effet, le titre est affiché directement sur l'écran du smartphone. Imaginez que vous allez monter à bord d'un vol pour New York, la seule chose que vous devez faire est de présenter votre smartphone à l'hôtesse. Elle va le scanner et vous pourrez monter à bord.

## Avantages
Les titres de transport dématérialisés présentent plusieurs avantages : une meilleure commodité pour les usagers, la diminution des files d'attente à l'entrée des guichets, coût d'infrastructure, d'impression, de diffusion réduits. Plus besoin d’attendre de monter dans le bus ou de se rendre à l’agence commerciale. Il suffit de télécharger l’application disponible sur smartphone (iPhone et Android).